# Gata de Gorgos
Pour les articles homonymes, voir Gata.
Gata de Gorgos (en castillan et en valencien) est une commune d'Espagne de la province d'Alicante dans la Communauté valencienne. Elle est située dans la comarque de la Marina Alta et dans la zone à prédominance linguistique valencienne.

## Géographie

Localisation de Gata de Gorgos
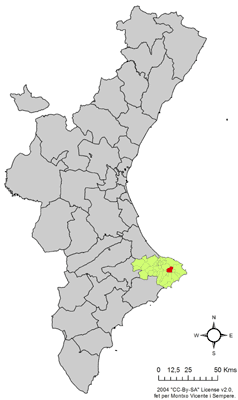
dans la Communauté valencienne.
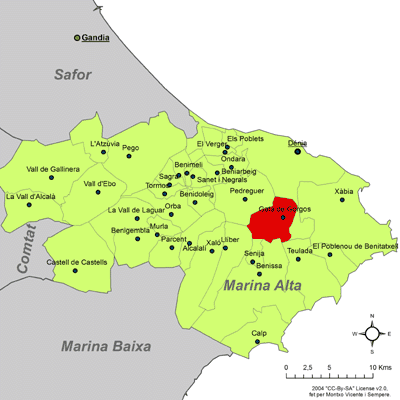
dans la comarque de la Marina Alta.

## Personnalités liées
- Andreu Ivars (1886-1936), historien et prêtre franciscain valencien y est mort
- Antonio Alos Moreno (1912-1980), sculpteur né à Gata de gorgos, mort a Toulouse .